# Kun'yomi
La lectura kun o kun'yomi (訓読み, lectura semántica o lectura por precepto) es la lectura de un Kanji en japonés, yamatokotoba, sobre su pronunciación en chino. Un kanji puede tener una, varias o ninguna lectura kun.
Por ejemplo la palabra para el punto cardinal este (東) tiene la lectura on'yomi (lectura china) "tō". Los japoneses sin embargo siempre tuvieron una palabra para el concepto de este que se pronuncia "higashi" y algunas veces "azuma". Por lo que el kanji 東, tomó la pronunciación "higashi" o "azuma".
Las lecturas kun generalmente presentan una estructura alternada consonante-vocal, con sílabas cortas. Generalmente constan de una o dos sílabas, pero tampoco es infrecuente encontrar lecturas kun de tres o más sílabas. No se incluye en la cuenta el okurigana, es decir, la desinencia de los verbos y otras palabras, que se escribe en hiragana.
La lectura Kun'yomi se la utiliza el 90% de los casos cuando van "solos", es decir sin estar acompañado de otro kanji.

## Principio
Emplear los caracteres chinos para transcribir el japonés plantea grandes dificultades. Se puede intentar ilustrar esos problemas adaptando los kanji para transcribir el castellano a modo de ejemplo. De esta manera, el verbo «comer» podría escribirse «食» (siendo «com» la lectura del kanji 食).
Este sería un ejemplo de frase completa con el kanji:
Quiero 食er una manzana.
O bien
Ya he 食ido.
Cuando los japoneses importaron la escritura china, aplicaron el mismo principio. El kanji se emplea para transcribir la raíz verbal (con la lectura kun) y son otros caracteres (véase okurigana) los que permiten escribir la desinencia. Es por ello que, muy a menudo, una palabra compuesta por un kanji y seguida de hiragana debe leerse con la lectura kun.